# Jerry Ferrara

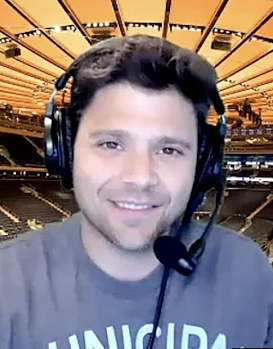
Jerry Ferrara, 2021

Jerry Ferrara (* 25. November 1979 in New York City) ist ein US-amerikanischer Schauspieler.

## Leben
Ferrara besuchte die Abraham Lincoln High School in Brooklyn. Bekannt wurde er durch seine Rolle als Sal alias „Turtle“ in der HBO-Comedy-Serie Entourage.
Nach dem Ende von Entourage im Jahr 2011 war Ferrara auch in Spielfilmen wie Eagle Eye – Außer Kontrolle, Denk wie ein Mann, Battleship, Empire State – Die Straßen von New York und Last Vegas zu sehen.
Von 2008 bis Dezember 2009 war Ferrara mit dem Sopranos-Star Jamie-Lynn Sigler liiert. Die beiden lernten sich bei Dreharbeiten zu Entourage kennen. Sigler spielte in einer Gastrolle die Freundin Turtels.

## Filmografie (Auswahl)
- 2000: King of Queens (Fernsehserie)
- 2000: That’s Life (Fernsehserie)
- 2000: City Guys (Fernsehserie)
- 2001: Maybe It’s Me (Fernsehserie)
- 2001–2002: Keine Gnade für Dad (Grounded for Life, Fernsehserie)
- 2002: Leap of Faith (Fernsehserie)
- 2004: New York Cops – NYPD Blue (NYPD Blue, Fernsehserie)
- 2004: Cross Bronx
- 2004–2011: Entourage (Fernsehserie)
- 2007: Der Weihnachtswunsch (Where God Left His Shoes, Spielfilm)
- 2007: Where God Left His Shoes
- 2007: Brooklyn Rules
- 2007: Gardener of Eden
- 2007: Eagle Eye – Außer Kontrolle (Eagle Eye)
- 2011: Der Vietnamkrieg – Trauma einer Generation (Vietnam in HD)
- 2012: Denk wie ein Mann (Think Like a Man)
- 2012: Battleship
- 2013: Empire State – Die Straßen von New York (Empire State)
- 2013: Last Vegas
- 2013: Lone Survivor
- 2014: Flug 7500 – Sie sind nicht allein (Flight 7500)
- 2014: Denk wie ein Mann 2 (Think Like a Man 2)
- 2015: Entourage
- 2015–2020: Power (Fernsehserie)
- 2016: Sully
- 2017: Shooter (Fernsehserie)
- 2021: Dating and New York